# Avdotja Smirnova
Avdotja Smirnova (russisk: Авдо́тья Андре́евна Смирно́ва) (født 29. juni 1969 i Moskva i Sovjetunionen) er en russisk filminstruktør.

## Filmografi
- Dva dnja (Два дня, 2011)[1][2]
- Kokoko (Кококо, 2012)
- Istorija odnogo naznatjenija (История одного назначения, 2018)